# Simga
Simga is een nagar panchayat (plaats) in het district Baloda Bazar van de Indiase staat Chhattisgarh. 

## Demografie
Volgens de Indiase volkstelling van 2001 wonen er 13.137 mensen in Simga, waarvan 50% mannelijk en 50% vrouwelijk is. De plaats heeft een alfabetiseringsgraad van 60%. 